# Campeonato Europeu de Halterofilismo de 1909
Em 1909 foram realizadas duas edições do Campeonato Europeu de Halterofilismo.

## Torneio 1
O 12º Campeonato Europeu de Halterofilismo foi realizado em Malmö, na Suécia entre 2 a 3 de maio de 1909. Participaram 11 halterofilistas em duas categorias.
Medalhistas
| Evento  | Ouro                   | Ouro     | Prata                 | Prata    | Bronze                       | Bronze   |
| ------- | ---------------------- | -------- | --------------------- | -------- | ---------------------------- | -------- |
| 80 kg   | Karl Swoboda · Áustria | 425,0 kg | —                     | —        | —                            | —        |
| + 80 kg | Josef Grafl · Áustria  | 528,5 kg | Emil Danzer · Áustria | 497,0 kg | Fritz Eicheltrach · Alemanha | 495,0 kg |

## Torneio 2
O 13º Campeonato Europeu de Halterofilismo foi realizado em Dresden, na Alemanha entre 1 a 2 de agosto de 1909. Foram disputadas quatro categorias.
Medalhistas
| Evento  | Ouro                      | Ouro     | Prata                      | Prata    | Bronze                   | Bronze   |
| ------- | ------------------------- | -------- | -------------------------- | -------- | ------------------------ | -------- |
| 62,5 kg | Moritz Becker · Alemanha  | 257,5 kg | Max Seyfert · Alemanha     | 247,0 kg | Adolf Welz · Áustria     | 242,0 kg |
| 70 kg   | Rudolf Groß · Alemanha    | 270,5 kg | Max Kempe · Alemanha       | 256,0 kg | Kurt Dininger · Alemanha | 254,0 kg |
| 80 kg   | Hans Abraham · Alemanha   | 305,0 kg | Eugen Kirchner · Alemanha  | 269,0 kg | Karl Janger · Alemanha   | 257,5 kg |
| + 80 kg | Wilhelm Rößner · Alemanha | 302,0 kg | Peter Hemnitzer · Alemanha | 291,0 kg | Johann Lehmer · Alemanha | 288,0 kg |

## Quadro de medalhas
| Ordem | País     | Medalha de ouro | Medalha de prata | Medalha de bronze | Total |
| ----- | -------- | --------------- | ---------------- | ----------------- | ----- |
| 1     | Alemanha | 4               | 4                | 4                 | 12    |
| 2     | Áustria  | 2               | 1                | 1                 | 4     |
| Total | Total    | 6               | 5                | 5                 | 16    |